# Kristine Froseth
Kristine Froseth (n. 21 septembrie 1995, New Jersey, SUA) este o actriță americană. Este cunoscută pentru rolul lui Kelly Aldrich în serialul Netflix The Society și Alaska Young în serialul Hulu Looking for Alaska.

## Biografie
Froseth s-a născut în Summit, New Jersey, din părinți norvegieni. Copilăria ei a fost petrecută călătorind dus și înapoi între Oslo și New Jersey datorită muncii tatălui ei.

## Filmografie

### Cinema
- 2017: Rebel in the Rye ... Shirley Blaney
- 2018: Sierra Burgess Is a Loser ... Veronica
- 2018: Apostle ... Ffion
- 2019: Prey ... Madeleine
- 2019: Low Tide ... Mary
- 2019: The Assistant ... Sienna
- 2021: Birds of Paradise ... Marine Elise Durand
- 2022: Sharp Stick ... Sarah Jo
- 2022: How to Blow Up a Pipeline ... Rowan

### Televiziune
- 2016: Junior ... Jess
- 2017: Let the Right One In ... Eli
- 2018: The Truth About the Harry Quebert Affair ... Nola Kellergan
- 2019: The Society ... Kelly
- 2019: Looking for Alaska ... Alaska Young
- 2020: When the Streetlights Go On ... Chrissy Monroe
- 2022: The First Lady ... Betty Ford (young)
- 2022: American Horror Stories ... Coby Rae Dellum
- 2023: The Buccaneers ... Nan St. George